# Miopithecus talapoin
Miopithecus talapoin — примат з роду Miopithecus родини Мавпові (Cercopithecidae).

## Опис
Miopithecus talapoin є найменшою з мавпових Старого Світу. Довжина тіла коливається від 32 до 45 см, а довжина хвоста від 36 до 53 см. Miopithecus talapoin важать від 0,8 до 1,9 кілограма. Вони мають великі голови і очі, і коротку морду. Тіло М. talapoin від зеленувато-жовтого до зеленувато-сірого кольору зверху й від білого до сірувато-білого знизу. Лице в основному голе з чорним волоссям, яке оточує ніс і жовті вуса. Ці мавпи мають защічні мішки для зберігання харчів під час їх збирання. Зовнішні сторони кінцівок бліді або хромово-жовті й іноді червонуваті. Колір хвоста зверху від сірувато-чорного до буро-чорного, а знизу жовтий або жовтувато-сірий. Кінчик хвоста бурий, жовтувато-чорний або чорний. Самиці й молодь зазвичай блідіші, ніж самці.

## Поширення
Країни: Демократична Республіка Конго, Ангола. Це суворо річковий вид, який обмежений щільною вічнозеленою рослинністю на берегах річок, які часто протікають через міомбо або, все частіше, посівні площі.

## Стиль життя
В основному харчується фруктами, але також насінням, молодим листям, водними рослинами, личинками, яйцями і безхребетними. Крім того, групи, які живуть поруч з людьми здійснюють рейди на сільськогосподарські культури, в тому числі коренів маніоки. M. talapoin денні, соціальні й дуже рухливі. Вони живуть у великих групах в середньому від 70 до 100 осіб. Групи складаються з кількох дорослих самців, багатьох дорослих самиць і їх потомства. Підгрупи одної статі формуються для годування. Ніякої територіальної поведінки не спостерігається. Відомі хижаки: Panthera pardus, Profelis aurata, Genetta, Falconiformes, Serpentes, Varanus niloticus.
Спаровуються з травня по вересень. Пологи відбуваються в період з листопада по березень. Більшість самиць народжує одне маля на рік. Менструальний цикл становить близько 31 днів, вагітність триває від 158 до 166 днів. Самиці досягають статевої зрілості в 4,5 роки, самці — від 1 до 2 років. Розвиток молоді є швидким. У 6 тижнів молодь їсть тверду їжу, стає незалежною в 3 місяці. M. talapoin живе 28 років у полоні, в дикій природі, невідомо, але, ймовірно, менше.

## Загрози та охорона
Немає відомих загроз цього виду. Цей вид знаходиться в Додатку II СІТЕС, і, класі B Африканської конвенції. Невідомо, чи зустрічається в будь-якій з охоронних територій.